# Salvadora de los Santos Ramírez Martínez
Salvadora de los Santos Ramírez Martínez (Fresnillo, Zacatecas, 1701-Querétaro, Querétaro, 1762), conocida en su época como Salvadora de los Santos o simplemente como «la Salvadora», fue una monja mexicana carmelita de origen otomí. 

## Breve biografía
Hija de padres indígenas otomís de ascendencia noble, Salvadora de los Santos se ofreció a unirse al Beaterio de Carmelitas de la Ciudad de Querétaro en 1736. Durante los años que vivió con las monjas hasta su muerte, Salvadora de los Santos se dedicó a mejorar la vida de sus compañeras y de los habitantes de la ciudad. Falleció, «siendo muy estimada por todos los que la conocieron», en 1762, a la para entonces muy avanzada edad de 61 años, víctima de una epidemia de viruela.

## Importancia histórica de Salvadora de los Santos
Al poco de fallecer Salvadora de los Santos, su biografía, escrita por el padre jesuita Antonio de Paredes bajo el título de Carta edificante en la que el P. Antonio de Paredes de la Compañía de Jesús da noticia de la exemplar vida, sólidas virtudes y santa muerte de la Hermana Salvadora de los Santos, india otomí, donada del Beaterio de Carmelitas de la Ciudad de Querétaro, se convirtió en el primer libro de texto de distribución gratuita en la Nueva España y el primer antecedente para la labor de la actual Comisión Nacional de Libros de Texto Gratuitos en México.
A pesar de la expulsión de los jesuitas en 1767 y de la prohibición de Carlos III de que se reimprimieran los libros de la Sociedad, la Carta edificante tuvo varias ediciones y se convirtió en punto de referencia en la época.

### Historia de la biografía de la Salvadora
Después de sus primeras dos ediciones, se hizo su primera edición como libro para las escuelas de Tlatelolco y Tenochtitlan en 1784, auspiciada por los gobernantes de ambas ciudades en las imprentas de S. Juan y de Santiago de la capital de México, y hay constancia de que se siguió distribuyendo de manera gratuita en las escuelas del valle de México hasta 1821.
Se sabe que hubo al menos cuatro ediciones de la Carta edificante: en 1762, 1763, 1784 y 1791. Todas son extremadamente escasas. De la edición de 1762 no se conoce ningún ejemplar, mientras que de la edición 1791 se conservan siete ediciones, sólo una de ella se encuentra en México.